# Ovulinia
Ovulinia es un género de hongos en la familia Sclerotiniaceae.